# Quia maior
Quia maior je papeška bula, ki jo je aprila 1213 izdal papež Inocenc III. Papež je v njej predstavil križarsko vojno kot moralno obveznost vseh kristjanov in predstavil svoj načrt, kako ponovno zavzeti Jeruzalem in preostalo Sveto deželo, ki sta bila v posesti muslimanov. Bula je  najdaljša od treh listin, povezanih s križarskimi vojnami, ki jih je Inocenc izdal v istem mesecu. Postavila je temelje za peto križarsko vojno, ki jo je uradno odobril četrti lateranski koncil novembra 1215. Quia maior od takrat zgodovinarji priznavajo za eno od najpomembnejših srednjeveških papeških bul, povezanih s križarskimi vojnami. 

## Zgodovina
Quia maior se pogosto omenja kot bula, natančneje papeška bula, čeprav je bil izraz "bula" uveden šele v 15. stoletju in se tehnično nanaša na bulo ali pečat, pritrjen na spodnji del listine in ne na listino kot tako.
Osnutek bule z naslovom Quoniam maior je vključen v Kroniko Burharda Ursperškega, sestavljeno leta 1229 ali 1230. Končno različico Quia maior je izdal papež Inocenc III. med 19. in 29. aprilom 1213 kot del svoje kampanje za združevanje vseh kristjanov, da se pridružijo novi križarski vojni. Na Inocenca so zlasti vplivala dela Bernarda iz Clairvauxa, čigar poudarjanje povezave med odrešenjem in vojaško službo Kristusu je čutiti tudi v Quia maior.
Kopije listine so bile poslane v Ancono, na Češko, v Bremen, Kalabrijo, Köln, Dalmacijo, Anglijo, Francijo, Genovo, Ogrsko, Irsko, Lund, Mainz, Milano, Norveško, Poljsko, Raveno, Salzburg, Sardinijo, Škotsko, Švedsko, Trier in Toskano. V svojem kasnejšem dopisovanju z več nemškimi kleriki jih je Inocenc pozival, naj "z veliko skrbnostjo in pozornostjo do podrobnosti posredujejo naprej točno to, kar vsebuje enciklika".
Poleg Quia maior je Inocenc napisal še dve krajši okrožnici, Pium et sanctum in Vineam Domini, povezani s križarskimi vojnami, ki sta bili v istem mesecu poslani v skoraj vse cerkvene province v Evropi. Peto križarsko vojno je uradno odobril Četrti lateranski koncil približno dve leti kasneje novembra 1215. Med papeževim načrtom za vojno v Quia maior in koncilskim ediktom z naslovom Ad liberandum so velike razlike. Preklic odpustkov za tiste, ki so sodelovali v albižanski križarski vojni, je bil v Ad liberandum nadomeščen s potrditvijo njihovih zaobljub.

## Vsebina
Listina, napisana v latinščini, se začne z besedami  "Quia maior... " ("Ker je večji..."). Uvodni del se sklicuje na Mateja 16:24 in njegov poziv sledilcem Jezusa Kristusa, naj "vzamejo križ". Inocenc je trdil, da križarska vojna ponuja priložnost za duhovno obnovo, saj je "starodavni pripomoček Jezusa Kristusa za odrešitev njegovih vernikov, ki ga je načrtoval obnoviti v teh dneh". Poleg tega je Inocenc trdil, da se "nič ne more upirati njegovi volji". Bog bi se lahko odločil, da z božanskim ukazom sam ponovno zavzame Jeruzalem, vendar se je namesto tega odločil kristjane postaviti pred preizkus vere. Zavrnitev podpore križarski vojni bi povzročila prekletstvo na Sodni dan.
Inocenc je ugotavljal, da je Sveta dežela pred vzponom islama pripadala kristjanom. Mohameda je prepoznal kot "psevdopreroka" in "zver apokalipse" in trdil, da je prišel čas za začetek nove križarske vojne proti muslimanom. Kristjani so dolžni osvoboditi svoje sovernike, ki jih "držijo perfidni Saraceni v strašni ječi". Poleg tega je trdil, da so križarske države neposredno ogrožene zaradi prisotnosti muslimanov na gori Tabor, s katere "bi zlahka zavzeli bližnje mesto Akro in nato brez kakršnega koli odpora vso deželo".
Inocenc je obljubljal odpuščanje grehov tako udeležencem križarske vojne v Sveti deželi kot tudi tistim, ki niso mogli osebno na križarsko vojno, ampak so "odkupili svoje zaobljube z denarjem". Ti ljudje bi morali biti oproščeni plačila obresti na vsa svoja posojila, ki so jih najeli v ta namen. Inocenc je priporočil posvetnim oblastem, naj judovske posojilodajalce prisilijo upoštevati to odločitev. Da bi dopolnil prostovoljne vojne napore, je Inocenc pozval posvetne oblasti, naj zagotovijo "dogovorjeno število bojevnikov in tri leta pokrivajo njihove stroške". Obalna mesta bi morala zagotoviti pomorsko podporo.
Po drugi strani je nameraval papež preklicati odpustke vsem udeležencem križarskega pohoda v Španijo kot del rekonkviste in udeležencem albižanske križarske vojne v južni Franciji. Izzjema so bili udeleženci iz teh regij. Po navodilih iz kanona, ki ga je sprejel Tretji lateranski koncil, je Inocenc kristjanom prepovedal prodajo orožja, železa in lesa muslimanom, kakor tudi piratstvo proti muslimanom.
Enciklika navaja več praktičnih ciljev, ki bi jih bilo treba izpolniti pred križarsko vojno, kot je imenovanje križarskih pridigarjev in organiziranje mesečnih molitev ter ločenih spokorniških procesij za moške in ženske. Križarski davek ni omenjen, vendar Inocenc uvaja smernice za zbiranje "prostovoljnih darov" v cerkvah. Enciklika zapoveduje tudi vsakodnevno petje psalmov 69 in 79 pri maši, ki bi ga spremljal obhajajoči duhovnik z recitacijo molitve na temo križarske vojne z naslovom Deus quis admirabili.

## Zapuščina
Quia maior so zgodovinarji pogosto navajali kot eno najpomembnejših srednjeveških papeških enciklik o križarskih vojnah. Po besedah Thomasa W. Smitha "predstavlja ključni kamen v našem razumevanju tega, kako je papeštvo organiziralo križarsko gibanje v 13. stoletju in se ukvarjalo z njim".  Opisovali so jo tudi kot Inocencovo "veliko križarsko encikliko" in  "klasični papeški dokument križarskega opomina".